# Casey Washington
Casey Washington (Round Rock, 6 marzo 2001) è un giocatore di football americano statunitense che milita nel ruolo di wide receiver per gli Atlanta Falcons della National Football League (NFL).

## Carriera universitaria
Al college Washington giocò a football per Illinois dal 2019 al 2023. Nella sua carriera universitaria disputò 55 partite con 122 ricezioni per 1.508 yard e 4 touchdown.

## Carriera professionistica

### Atlanta Falcons
Washington fu scelto nel corso del sesto giro (187º assoluto) del Draft NFL 2024 dagli Atlanta Falcons. Debuttò come professionista subentrando nella gara del terzo turno contro i Kansas City Chiefs.